# Hellyethira
Hellyethira is een geslacht van schietmotten uit de familie Hydroptilidae.

## Soorten
Deze lijst van 40 stuks is mogelijk niet compleet.
- H. acuta (M Kobayashi, 1977)
- H. agosana W Mey, 2003
- H. allynensis A Wells, 1979
- H. babuyana A Wells & W Mey, 2002
- H. basilobata A Wells, 1979
- H. bulat A Wells & J Huisman, 1992
- H. cornuta A Wells, 1979
- H. cubitans A Wells, 1979
- H. davidi A Wells, 2005
- H. dentata A Wells, 1979
- H. digitata A Wells, 2005
- H. eskensis (Mosely, 1934)
- H. exserta A Wells, 1979
- H. fimbriata (Mosely, 1934)
- H. forficata A Wells, 1990
- H. haitimlain A Wells, 1991
- H. imparalobata A Wells, 1990
- H. kukensis A Wells, 1991
- H. lacustris W Mey, 2006
- H. litita A Wells, 1990
- H. litua A Wells, 1979
- H. loripes A Wells, 1979
- H. maai A Wells, 1991
- H. malleoforma A Wells, 1979
- H. multilobata A Wells, 1979
- H. narakain A Wells, 1991
- H. naumanni A Wells, 1990
- H. piala A Wells & J Huisman, 1992
- H. pulvina A Wells, 1979
- H. quadrata A Wells, 1990
- H. radonensis A Wells, 1990
- H. ramosa A Wells, 1983
- H. selaput A Wells & J Huisman, 1992
- H. sentisa A Wells, 1979
- H. sheldoni A Wells, 2005
- H. simplex (Mosely, 1934)
- H. spinosa A Wells, 1990
- H. tros H Malicky & P Chantaramongkol, 2007
- H. vernoni A Wells, 1983
- H. veruta A Wells, 1985